# Littératie physique
La littératie physique est un concept qui représente[Comment ?] un état d'éducation[Quoi ?] relatif à la capacité d’un individu à intégrer et à valoriser l’activité physique[Quoi ?] de façon raisonnée et responsable[évasif] dans son mode de vie[De qui ?] tout au long de son existence[De qui ?]. 
La littératie physique se définit comme « la motivation, la confiance, la compétence physique, le savoir et la compréhension qu’une personne possède et qui lui permettent de valoriser et de prendre en charge son engagement envers l’activité physique tout au long de sa vie »[réf. nécessaire]. Ainsi, où qu’il se trouve, un individu « physiquement lettré » comprendrait, valoriserait et adopterait l’activité physique[pas clair] comme une part intégrante de sa vie.

## Origine et histoire du concept
Ce concept découle du terme générique de « littératie », désignant la part d’éducation nécessaire à un individu afin qu’il soit capable de participer à la vie en société. La littératie est un emprunt de l’anglais « literacy » et désigne initialement l’alphabétisme ou le fait d’être lettré. L’Organisation de coopération et de développement économiques (OCDE), en 2013, définit la littératie comme « l’aptitude à comprendre et à utiliser l’information écrite dans la vie courante, à la maison, au travail et dans la collectivité en vue d’atteindre des buts personnels et d'étendre ses connaissances et ses capacités » et la littératie a depuis été décliné en différentes formes :  santé, numérique, etc. 
Le terme a été conceptualisé par Margareth Whitehead en 1993 au congrès international de l’éducation physique et du sport pour filles et femmes à Melbourne (Australie). Whitehead a ensuite développé ce concept à de nombreuses reprises (par exemple en 2001, 2010, 2019). Néanmoins, le terme de littératie physique existe depuis le XIXe siècle. En effet, Tia Kiez et Dean Kriellaars, en 2015, ont identifié seize références à la littéracie physique entre 1927 et 1979.
Les définitions de la littératie physique sont nombreuses, mais récemment, un consensus s’accorde sur la définition de Whitehead : « la motivation, la confiance, la compétence physique, le savoir et la compréhension qu’une personne possède et qui lui permettent de valoriser et de prendre en charge son engagement envers l’activité physique tout au long de sa vie ». C’est la définition la plus répandue à l’heure actuelle.
Ce concept est devenu la pierre angulaire de nombreux programmes d’éducation physique à travers le monde (Canada, États-Unis, Australie, etc,…) et de projets de groupes de recherches nationales et internationales. Il prend actuellement de l’importance puisque l’inactivité physique et la sédentarité semblent échapper au contrôle des nations). En France, les universités de Lille et de Strasbourg, avec respectivement les laboratoires URePSSS (unité de recherche pluridisciplinaire sport, santé, société),, et E3S (Sport et sciences sociales), s’engagent dans son étude.

## Qu’est ce qu’un individu « physiquement lettré »?[style à revoir]
La littératie physique représenterait les fondations d’une vie physique active riche et raisonnée. Ainsi, plus un individu serait physiquement lettré, plus il s’engagerait facilement et durablement dans un mode de vie actif. Il saisirait voire provoquerait des opportunités de pratiques physiques tout au long de sa vie.
Un individu « physiquement lettré » rend l’initiative d’être régulièrement participant à une ou plusieurs activités physiques. Lorsqu'il participe à ces activités physiques, il possède une certaine confiance en lui. Il sait se déplacer de façon efficace et efficiente dans différentes ces activités. Il peut également travailler de façon autonome et avec d'autres personnes dans différents environnements. L'individu « physiquement lettré » sait comment améliorer ses performances. Il a également connaissance de la manière dont l'activité physique peut améliorer son bien-être et sa santé. Cet individu possède la confiance en soi nécessaire pour planifier et mener une vie physiquement active.

## Fondements de la littératie physique

### Un ancrage philosophique
La littératie physique est un concept fondé selon un triple ancrage philosophique qui soulignent l’indispensabilité de la dimension corporelle,,,) : le monisme, l’existentialisme et la phénoménologie.
Le monisme considère que le corps et l’esprit sont indivisibles. La dimension corporelle est comprise comme la fondation de l’être humain,. Claxton en 1997 rejette le dualisme corps-esprit comme étant « philosophiquement en faillite et scientifiquement discrédité » . 
L’existentialisme considère que l’individu et son environnement comme une entité entière. L’homme est ancré dans le monde et ce sont les interactions avec celui-ci qui lui permettent de réaliser son plein potentiel. « c'est une erreur... de penser un organisme et son environnement comme deux entités entièrement indépendantes et non réalistes : l'organisme n'existe pas en tant qu'organisme séparé de son environnement... l'environnement et l'organisme se définissent mutuellement... ». La dimension corporelle est donc un outil indispensable à ces interactions.
Enfin, la phénoménologie envisage que chaque personne a une perspective unique du monde à travers sa perception propre. Ce que nous[style à revoir] percevons du monde n’est pas objectif mais dépend de l’individu et de son vécu. 
Cette particularité philosophique offre une originalité intéressante[Interprétation personnelle ?] à ce concept dans l’étude des comportements d’activité physique et de sédentarité. Effectivement, le concept se centre sur les fondements individuels à la base d’une relation écologique à l’environnement et s’éloigne ainsi des approches biomédicales qui se focalisent sur le comportement final à adopter (exemple : 60 minutes d’activité physique quotidiennes).[réf. nécessaire]

### Une vision holistique de l’individu
Quatre domaines de la littératie physique peuvent être différenciés : le domaine physique ; psychologique ; cognitif, et certains auteurs rajoutent la dimension sociale. Mais l’état de développement de la littératie physique doit être compris par une approche holistique, c’est-à-dire qu’elle ne représente pas uniquement une dimension corporelle isolée ou l’addition de l’ensemble des dimensions mais représente un tout global. Ces domaines sont inextricablement reliés entre eux.
Le domaine physique correspond aux capacités et habiletés motrices, au contrôle du corps et à la condition physique qu’une personne acquiert par et pour le mouvement. Le domaine psychologique est constitué des attitudes et des émotions associées au mouvement ainsi qu’à leur impact sur la confiance et la motivation pour bouger. Le domaine social renvoie aux habiletés communicationnelles et aux interactions avec les autres individus. Enfin, le domaine cognitif s’axe sur la compréhension et le développement des connaissances nécessaires à l'activité physique ainsi qu’à la prise de conscience des plus-values d’une vie active.

### Les invariants de la littératie physique
Le concept de littératie physique est un concept universel mais il est important de l’adapter aux spécificités socioculturelles et nationales. Ainsi, la littératie physique peut s’interpréter différemment entre et au sein des différents pays du monde. 
Toutefois, les experts s’accordent sur des invariants[réf. nécessaire] qu’il est indispensable de conserver pour comprendre les spécificités de la littératie physique :
- la littératie physique s’envisage dans une dimension holistique avec un triple ancrage philosophique ;
- la littératie physique s’envisage comme une trajectoire de vie ;
- les domaines interagissent simultanément entre eux ;
- la littératie physique évolue comme un processus dynamique et individuel à chaque individu aux différents âges de la vie.

## Éducation physique et sportive et la littératie physique
La littératie physique ne se confond pas et n'entre pas en concurrence avec l’éducation physique et sportive. L’un est un objectif, l’autre une discipline scolaire.
La littératie physique doit être un objectif de l'éducation physique et sportive (EPS), néanmoins la littératie dépasse le cadre de l’EPS et doit être encouragée par l’ensemble de la communauté éducative et politique (association, médecin, parents, enseignants, etc.).
Il faut avoir à l’esprit que la littératie physique ne s’enseigne pas mais qu’elle peut être encouragée, favorisée et stimulée. L’EPS peut y participer. S’il n’existe pas de modèle type, fonctionnant pour la diversité des contextes, les auteurs fournissent des lignes directrices pour favoriser l’influence de l’EPS sur la littératie : chaque élève devrait quitter la leçon en ayant fait des progrès, en se sentant valorisé, en ayant une confiance en soi et une estime de soi accrues. Les activités extracurriculaires doivent aussi être encouragées.
La conférence tenue lors de l'Université d'été des INSPÉ expose un état des lieux théorique du concept de littératie physique ainsi que des exemples de mises en œuvre pratiques en EPS à travers l'Europe.

## Évaluer le niveau de littératie physique
Les conceptions canadiennes et australiennes proposent d’établir une conception pragmatique de la littératie physique qu’il serait possible d’évaluer. Des auteurs proposent ainsi différents tests afin de scorer la potentialité à s’engager durablement dans l’activité physique. Un individu avec un score de littératie physique élevé aurait donc plus de chance d'atteindre les recommandations d’activité physique et de sédentarité qu'un individu avec un faible score faible.
Néanmoins, l’origine philosophique de la littératie physique n’invite pas à une mesure quantitative basée sur la somme scorée de chacun des domaines. La littératie physique est un concept individuel, prenant en compte les particularités de chacun et par conséquent il serait complexe, voire inepte de comparer les scores de deux individus. Les mesures actuelles sont donc soumises à des critiques. Néanmoins, la création d’un outil de mesure semble indispensable à la validation et à la démocratisation du concept mais doit s’engager à fournir une photo holistique de l’individu. [réf. nécessaire]

### Évaluer la littératie physique chez les enfants
Différents outils sont disponibles pour évaluer la littératie physique des enfants et des jeunes adolescents. Voici, ci-dessous[style à revoir] quatre exemples d'outils disponibles.
Il existe le test du CAPL (Canadian Assessment of Physical Literacy) propose d’évaluer la littératie physique des enfants, de 8 à 12 ans, en regroupant des tests relatifs aux quatre domaines de la littératie physique de la conception canadienne : physique, cognitif, affectif et comportemental. Chaque domaine est évalué séparément puis additionné afin d’établir un score de littératie physique global.
Le passeport pour la vie canadien assport for Life est également disponible. 
L’évaluation PLAY, est composé de six outils très opérationnels. 
Une grille d’évaluation fondée sur les programmes d'éducation physique américains, eux-mêmes fondées sur la littératie physique.

### Chez les adolescents
À ce jour, aucune étude ne propose un test objectif de mesure de la littératie physique des adolescents et des jeunes adultes. C’est notamment un des objectifs du groupe de recherche français (thèse de J.Gandrieau).
Un outil de mesure subjective est néanmoins déjà disponible pour les enseignants d’EPS : Perceived Physical Literacy Instrument.

### Chez les adultes et les personnes âgées
De même, aucune étude ne propose une évaluation validée d’un score de littératie physique des adultes ou des personnes âgées.[réf. nécessaire]

## Premiers résultats
Des premières preuves empiriques apparaissent dans la littérature et soulignent l’intérêt du concept en mettant en évidence. 
Tout d'abord, un lien entre activité physique et littératie physique, a été détecté. Un enfant avec un score de littératie physique élevé (sur le Canadian Assessment of Physical Literacy ou CAPL) a plus de chance de respecter les recommandations nationales (canadiennes) en termes d’activité physique.
Il existe également un lien entre comportements sédentaires et littératie physique. Un enfant avec un score de littératie physique élevé (sur le CAPL) a plus de chance de respecter les recommandations nationales (canadiennes) en termes d’activité physique et de comportements sédentaires.
Le lien entre résultat scolaires et littératie physique est également repérable. Les enfants physiquement lettrés seraient plus performants sur des tests de fonctions cognitives, de comportements scolaires et de tests scolaires.
Il est également notable qu'il existe un lien entre forme cardio-respiratoire et littératie physique . Les enfants physiquement lettrés (sur le CAPL) seraient plus performants lors d’un test d’endurance (20 mètres shuttle run).
Récemment[Quand ?], le premier cadre théorique reliant la littératie physique à la santé par l’intermédiaire de l’AP a été publié mais nécessite encore d’être validé empiriquement.

## Objectifs des recherches françaises
L’étude du concept, sa validation en France, sa démocratisation, tout en ciblant un public d’adolescents encore inexploré, sont au centre des objectifs du groupe de recherche de la littératie physique en France,,,. Trois objectifs de recherches sont prioritaires : le premier objectif est de créer et de valider un outil de mesure de la littératie physique pour les adolescents / jeunes adultes (15-18 ans). Il est également nécessaire de valider le concept et préciser sa relation avec un mode de vie actif en France. Ensuite, il faut identifier une forme d’écologie scolaire propice au bon développement de la littératie physique pour le système scolaire français. La Fédération Française des Clubs Omnisports est engagée, avec plusieurs de ses Clubs adhérents à partir des écoles multisports enfants et d'autres actions transversales qu'ils ont développées, dans un programme de recherche-action au sujet de la mise en œuvre de ce concept dans les clubs tout au long de la vie. La littératie physique est au coeur de son projet fédéral. La F.F.C.O. propose des formations pour favoriser l'intégration par les clubs de la littératie physique dans leurs activités. Elle invite régulièrement (BordOmnisports, Sport and Co, salons des l'omnisports...) des conférenciers étrangers et des universitaires français pour des colloques

## Spécificités nationales
Le Canada est l’une des nations ayant le plus participé à la réflexion pratique de la littératie physique, et notamment la création d’un premier outil de mesure permettant d’évaluer un score de littératie physique quantitatif pour les enfants (CAPL). Au Canada, la promotion de la littératie physique est un enjeu national et une réalité pour des éducateurs. De nombreux programmes émergent afin de développer la littératie physique des enfants.
Néanmoins, la littératie physique se développe à travers le monde et quelques particularités nationales peuvent être observées.
| Pays             | Site de référence                                                                                   | Définition acceptée |
| ---------------- | --------------------------------------------------------------------------------------------------- | --- |
| Canada           | www.physicalliteracy.ca                                                                             | « La motivation, la confiance, la compétence physique, le savoir et la compréhension qu’une personne possède et qui lui permettent de valoriser et de prendre en charge son engagement envers l’activité physique tout au long de sa vie ».                                                         |
| Royaume-Uni      | www.physical-literacy.org.uk                                                                        | « La motivation, la confiance, la compétence physique, le savoir et la compréhension qu’une personne possède et qui lui permettent de valoriser et de prendre en charge son engagement envers l’activité physique tout au long de sa vie »                                                          |
| Australie        | https://www.sportaus.gov.au/physical_literacy                                                       | « La littératie physique consiste à acquérir les compétences, les connaissances et les comportements qui nous donnent la confiance et la motivation nécessaires pour mener une vie active ». |
| Pays de Galles   | http://physicalliteracy.sportwales.org. uk/en/                                                      | « Habiletés physiques + confiance + motivation + des opportunités = littératie physique ». |
| Nouvelle-Zélande | https://sportnz.org.nz/managing-sport/three-approaches/physical-literacy-approach/                  | « La motivation, la confiance, la compétence physique, le savoir et la compréhension qu’une personne possède et qui lui permettent de valoriser et de prendre en charge son engagement envers l’activité physique tout au long de sa vie ».                                                         |
| France           | https://www.ffco.org/?s=litt%C3%A9ratie                                                             | "La littératie physique est un concept plaçant l’activité physique comme faisant partie intégrante du mode de vie de l’individu tout au long de son existence. Une de ses composantes étend de mettre l’accent sur le développement des habilités, le plaisir plutôt que sur la seule performance." |
| États-Unis       | https://www.shapeamerica.org/events/physicalliteracy.aspx?hkey=61893e49-8a9e-430c-b4f5-8267480cb421 | « La littératie physique est la capacité de bouger avec compétence et confiance dans une grande variété d'activités physiques dans des environnements multiples qui favorisent le développement sain de la personne dans son ensemble ».                                                            |